# Лесково (Демир Хисар)
Лесково (мкд. Лесково) је насеље у Северној Македонији, у југозападном делу државе. Церово припада општини Демир Хисар.

## Географија
Насеље Лесково је смештено у југозападном делу Северне Македоније. Од најближег већег града, Битоља, насеље је удаљено 45 km северозападно.
Лесково се налази у западном, вишем делу области Демир Хисар. Насеље је положено у изворишном делу тока Црне реке, на источним падинама Плакенске планине. Надморска висина насеља је приближно 1.020 метара.
Клима у насељу је планинска због знатне надморске висине.

## Становништво
По попису становништва из 2002. године Лесково је било без становника.
Претежно становништво у насељу били су етнички Македонци (100%).
Већинска вероисповест у насељу било је православље.